# استیو هووی
استیو هووی (به انگلیسی: Steve Howey) بازیکن فوتبال زادهٔ ۲۶ اکتبر ۱۹۷۱ اهل انگلستان که سابقهٔ بازی در تیم ملی فوتبال انگلستان را در کارنامهٔ خود دارد. وی در تاریخ ۱۶ نوامبر ۱۹۹۴ نخستین بازی ملی خود را در مقابل تیم ملی فوتبال نیجریه انجام داد و با حضور در ۴ بازی ملی، در تاریخ ۲۷ مارس ۱۹۹۶ واپسین بازی ملی‌اش را در برابر تیم ملی فوتبال بلغارستان برگزار کرد.